# 単面投影
単面投影（、英: single-plane projection）は単一の対象を単一の投影面へ写す投影である。単式投影、単投影面投影とも。

## 概要
投影では三次元の対象を二次元の投影面へ写し取る。このとき、一つの対象を一つの方向から見る、すなわち単一の投影面で写し取ることを単面投影という。得られる図は投影図であり単面投影図と呼ばれる。
単面投影は複数投影面への投影である複面投影と対比される。対象形状や投影法によって単面投影に限界があり複面投影が選ばれる場面がある一方で、対象の配置や投影法を工夫することで単面投影でも充分に対象を表現できるケースも多い。
代表的な単面投影には軸測投影（=主軸が斜めな直投影による単面投影）や透視投影が挙げられる。またほとんどの斜投影（ほとんどのカバリエ投影やキャビネット投影）は単面投影で表現される。単面投影かつ平行投影な投影は Axonometry と呼ばれる。